# Central Epidemic Command Center
Pour les articles homonymes, voir CECC.
Le Central Epidemic Command Center (CECC) (officiellement en chinois traditionnel : 中央流行疫情指揮中心 ; pinyin : Zhōngyāng liúxíngyìqíng zhǐhuī zhōngxīn ; litt. « Centre de commandement central des épidémies »), aussi désigné Quartier général de lutte épidémique, est une division du Centre de commandement national de la santé (NHCC), lui-même division des Centres taïwanais de contrôle des maladies (CDC).
Il est responsable à Taïwan, de manière épisodique, des urgences de santé publique et centralise les informations et actions lors des catastrophes épidémiques.

## Historique
Lors de l'épidémie de SRAS qui a touché le territoire taïwanais en 2003, un centre de commandement temporaire est monté dans les bureaux des Centres de contrôle des maladies (CDC), sous la direction de Lee Ming-liang (en), ministre du département de la Santé. Alors que la crise a été contenue, le besoin de créer un centre de commandement national permanent est exprimé, afin de coordonner les différentes ressources et équipements, ainsi que de rassembler le personnel des agences compétentes ; le Centre de commandement national de la santé (NHCC) est ainsi créé en tant que division des CDC, entrant en fonction le 18 janvier 2005,,,.

## Structure
Le Central Epidemic Command Center (CECC) constitue la division du NHCC spécialisée dans la gestion des épidémies. Il est ainsi activé par les autorités taïwanaises lorsque des événements épidémiques surviennent. Ce centre de commandement permet de coordonner la gestion de crise sanitaire au niveau national et de centraliser les actions des différents ministères. Des conférences de presse journalières permettent de faire un état des lieux sur le nombre de nouveaux cas et éventuels décès, un point détaillé sur chacune des infections, ainsi qu'une mise à jour des mesures de lutte et de prévention sanitaire entreprises,,,.
Le CECC possède trois niveaux opérationnels, selon la gravité de l'épidémie. Lors de son activation, il est automatiquement classé au « niveau 3 ». Les niveaux suivants, successivement « niveau 2 » et « niveau 1 », peuvent par la suite être instaurés suivant l'évolution sanitaire.
La personne est charge du commandement du CECC est désignée parmi les hommes d'État ou directeurs d'agence gouvernementales alors en fonction. Historiquement, le poste a entre autres été occupé par le ministre de la Santé et du Bien-être,, le vice-Premier ministre ou le directeur-général des Centres de contrôle des maladies.

## Historique des activations

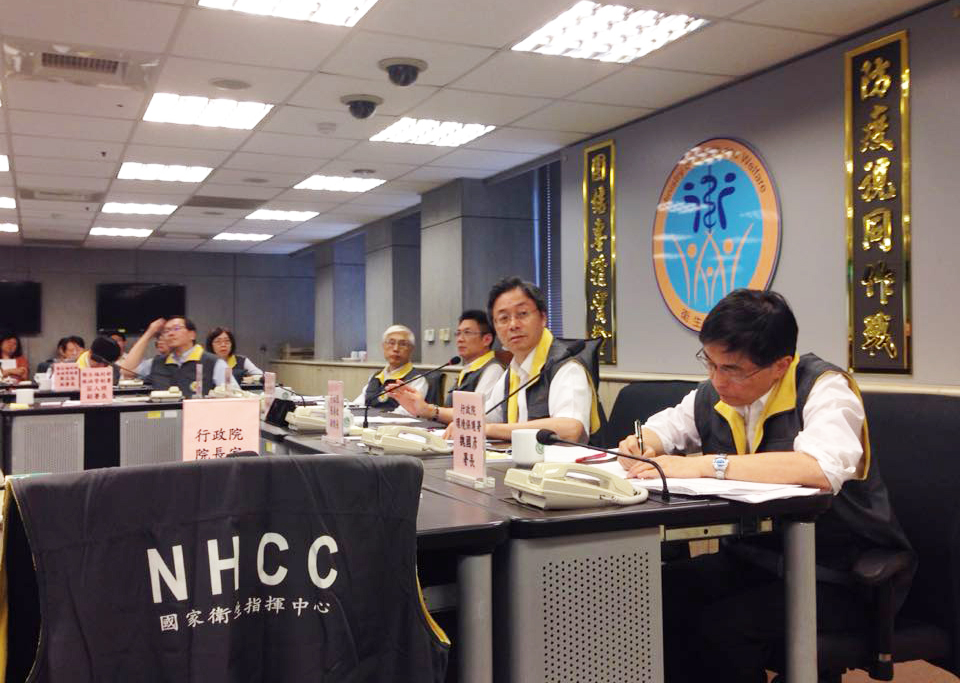
Rassemblement du 16 12 2015, en présence du « commandant » Chang San-cheng (2e depuis la droite).

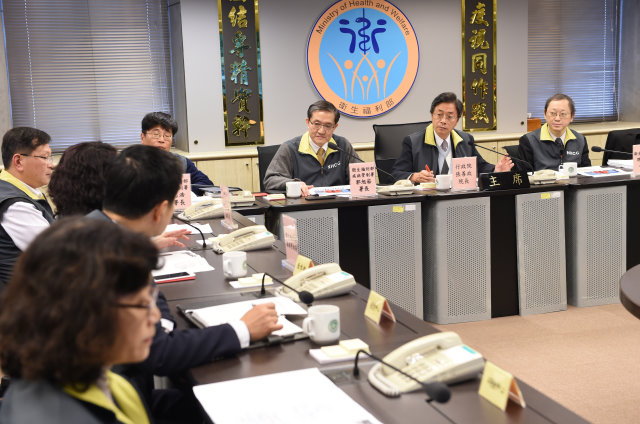
Rassemblement du 2 2 2016, en présence du « commandant » Chang San-cheng (2e depuis la droite).

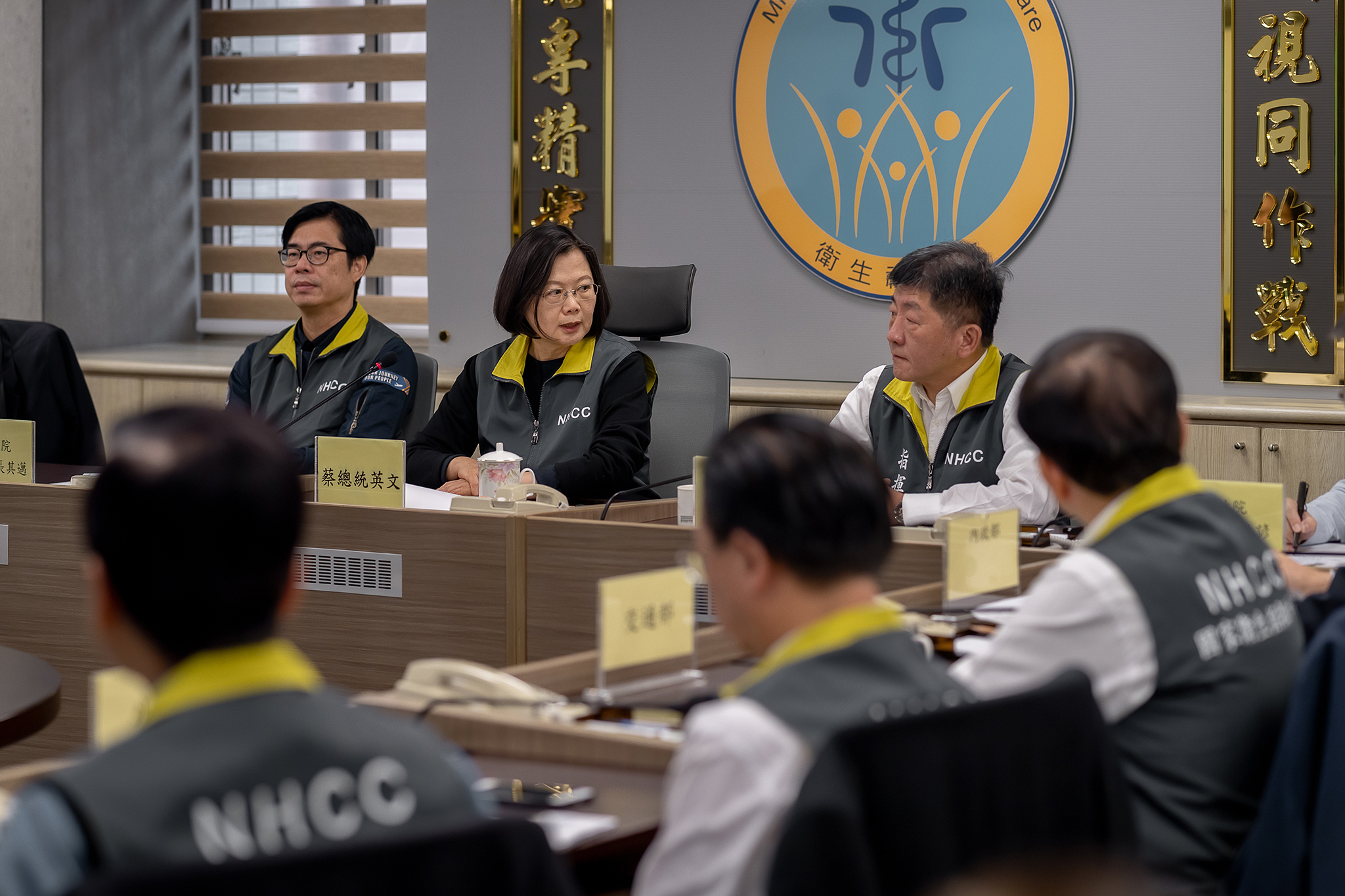
Rassemblement du 7 2 2020, en présence de la présidente Tsai Ing-wen (au centre) et du « commandant » Chen Shih-chung (à droite).

Le Central Epidemic Command Center est activé, entre autres, dans le cadre des épidémies suivantes :

### 2009: grippe A (H1N1)
Dans le cadre de l'épidémie mondiale de grippe A (H1N1), alors que le Comité d'urgence de l'Organisation mondiale de la santé réhausse le niveau d'alerte pandémique au niveau 4 la veille, le CECC est activé pour la première fois de son histoire le 28 avril 2009.
Le CECC est alors dirigé par Yeh Ching-chuan (en), ministre du département de la Santé, et permet alors de coordonner l'action de plusieurs organes gouvernementaux, en particulier le département de la Santé, le ministère de l'Intérieur, le ministère des Affaires étrangères et le ministère des Affaires économiques.

### 2013: grippe A (H7N9)
En réponse à l'épidémie de grippe A (H7N9) survenue en Chine continentale, le CECC est activé le 3 avril 2013 par le Yuan exécutif,.
Le CECC est alors dirigé par le Dr Chang Feng-Yee, directeur-général des Centres de contrôle des maladies.
Il est désactivé près d'un an plus tard, le 15 avril 2014.

### 2015: dengue
Alors que près de 10 000 cas de dengue sont recensés à Taïwan, en particulier dans le sud de l'île dans les municipalités de Tainan et Kaohsiung, le Yuan exécutif active le CECC le 14 septembre 2015.
Le CECC est alors dirigé par Chang San-cheng (en), vice-Premier ministre.

### 2016: maladie à virus Zika
Le 2 février 2016, alors que l'Organisation mondiale de la santé classe l'épidémie de maladie à virus Zika en tant que « urgence de santé publique de portée mondiale », le CECC est activé le même jour.

### 2020: maladie à coronavirus (Covid-19)
A l'émergence d'indices signalant l'apparition d'une épidémie de pneumonie aiguë dans la ville de Wuhan en Chine continentale, les Centres de contrôle des maladies prennent de premières mesures préventives au niveau national dès le 31 décembre 2019. Le gouvernement taïwanais et les CDC activent plus tard le CECC, le 20 janvier 2020,. Le premier cas positif de Covid-19 sera identifié le lendemain,.
Les niveaux 2 puis 1 du CECC sont respectivement instaurés le 23 janvier et 27 février,. Le 1er mai 2023, la Covid-19 est déclassifiée en tant que maladie de niveau 4, marquant la désactivation du CECC.
Le CECC est brièvement dirigé par Chou Jih-haw, directeur-général des Centres de contrôle des maladies, alors que le CECC était classé au niveau 3. Une fois au niveau 2 puis au niveau 1, il est alors dirigé par Chen Shih-chung, ministre de la Santé et du Bien-être,. Victor Wang (zh), directeur-général de la commission d'administration des hôpitaux et des organismes de protection sociale auprès du ministère, lui succède le 18 juillet 2022. Avec la désactivation du CECC le 1er mai 2023, les tâches liées à la Covid-19 dont l'organisme était responsable viennent sous le giron du ministre de la Santé et du Bien-être.